# 新宿パークタワー
新宿パークタワー（しんじゅくパークタワー）は、東京都新宿区西新宿三丁目の新宿新都心の一角にある超高層ビル。

## 概要
当ビル敷地は、長年にわたり東京ガスの営業・供給・地域冷暖房の拠点として使用されてきた。しかし、東京都庁舎の新宿への移転（1991年）に伴い、地域冷暖房の能力増強が必要になり、また敷地にあった1912年に建設されたガスホルダー（ガスタンク）の撤去が可能となった為、それに合わせて敷地全体の再開発が計画され、まず、新宿地冷センタービルが整備され、次いで、1994年7月9日、当ビルが全館オープンした。工事費は約1500億円。
新宿では、都庁第一庁舎に次いで高いビルで、N棟・S棟・C棟の複合する3棟からなる。上部が三段構造となり、それぞれの屋上に逆三角形の屋根がついた独特のデザイン。また、外壁の凹凸でビル街の風を緩和する効果を狙った。近隣の都庁舎と同じく丹下健三の設計であり、どことなく都庁舎と似ていることから、「第三都庁舎」と揶揄する人もいる他、都庁舎の一部と勘違いする人もいる。

### テナント
テナントは、ショールームはじめ多くはオフィスである。最上部に東京ガス不動産株式会社の完全子会社であるパークタワーホテルが運営するパークハイアット東京が入る。
低層部には住宅・内装関係のショールーム等が集まるリビングデザインセンター OZONE、1階にホテルのデリカテッセン、地下1階には約30店舗のレストラン&ショップ街があり、新宿高層ビル群の中では日が浅いがビジネスマン以外にも来訪者が多い。また、1階の広いアトリウムを利用してさまざまなイベントも行われている。

### 階構成
- B5F～B2F：駐車場（B3FとB2Fは契約者専用の駐車場）
- B1F：レストラン&ショップ（パークタワー・アヴェニュー）
- 1F：アトリウム出入口
- 2F：ホテル正面玄関
- 3F～7F：リビングデザインセンター OZONE
- 3F～4F：コンランショップ新宿本店
- 9F～37F：オフィス階
- 39F～52F：ホテル パークハイアット東京

主なテナントオフィス
- 34F：東京エレクトロン デバイス新宿オフィス
- 16F：日本ロレアル
- 13F：日本ミシュランタイヤ
- 28・29F：損害保険料率算出機構

## アクセス方法

### 自動車による場合
- 首都高速4号新宿線新宿出入口から1分
- 駐車場：あり（有料）

### 電車など交通機関を利用する場合
- 新宿駅南口（JR各線・小田急線）より徒歩12分程度
- 京王新線・都営新宿線新宿駅より徒歩10分程度
  - JR線・小田急線新宿駅南口、京王新線・都営新宿線新宿駅から都庁方面へ地下道「ワンデーストリート」を通り、ワシントンホテル出口から地上に出ることができる。
- 都営大江戸線都庁前駅徒歩8分
- 京王新線初台駅より徒歩8分
- 小田急線参宮橋駅より徒歩10分

- 路線バスによるアクセス方法
  - 新宿駅西口 京王百貨店前または小田急百貨店前（日中のみ）から新宿WEバスにて「パークハイアット東京前」または「西参道」下車
  - 渋谷駅西口（14番乗り場）から京王電鉄バス「新宿駅西口」行きにて「西参道」下車
  - 中野駅南口（1番乗り場）から京王電鉄バス「六号通り経由　新宿駅西口」行きにて「十二社池の上」下車

- シャトルバス（無料送迎バス）サービス
  - 日中の時間帯は、新宿駅西口「エルタワー」（三菱UFJ銀行）前より当ビル入り口（甲州街道 西参道バス停側）までOZONEの送迎シャトルバスが運行されている。
  - パークハイアット東京利用者は、別に運行しているホテルのシャトルバスも利用することができる。このバスは、新宿駅西口「エルタワー」（三菱UFJ銀行）前〈上記のシャトルバスの発着所と同じ場所〉から当ビル2階（新宿中央公園側）のホテル正面玄関までを結んでいる。
  - ※シャトルバスの時刻など詳しい情報は、下記の「※注1」のWebページ（ホームページ）を参照のこと。
  - バスの運行は京王電鉄バスに委託されている。担当は中野営業所（2019年に永福町営業所から移管）。車種はコミュニティバスなどに利用される日野ポンチョ。外観は京王バスの標準的なもの。無料なので料金機はない。行き先は「OZONE」と大きく表示されている。かつては「東京都新宿住宅展示場」も経由していたが、2009年9月29日をもって廃止され、パークタワーとの往復のみになった。

## その他

### 敷地内の施設
- 警視庁新宿警察署西新宿三丁目交番
- 銀世界稲荷神社

### 登場作品
- 『ゴジラ2000 ミレニアム』 - 劇中後半におけるゴジラと巨大UFOとの戦いにおいて破壊される。
- 『多重人格探偵サイコ』 - 劇中で三角屋根にヘリコプターが墜落する。
- 『ロスト・イン・トランスレーション』 - 主人公がパークハイアット東京に宿泊の設定。

## ギャラリー

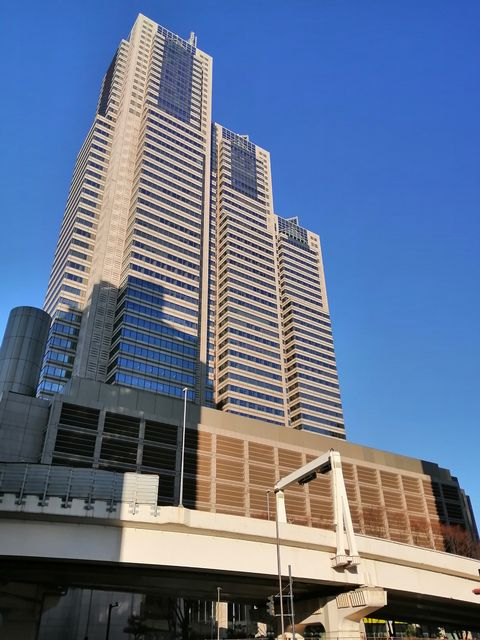
南東側から望む。
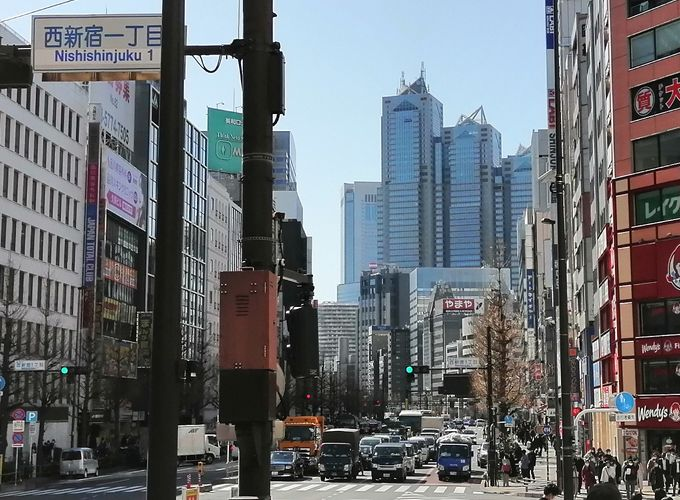
甲州街道の西新宿1丁目交差点から望む。
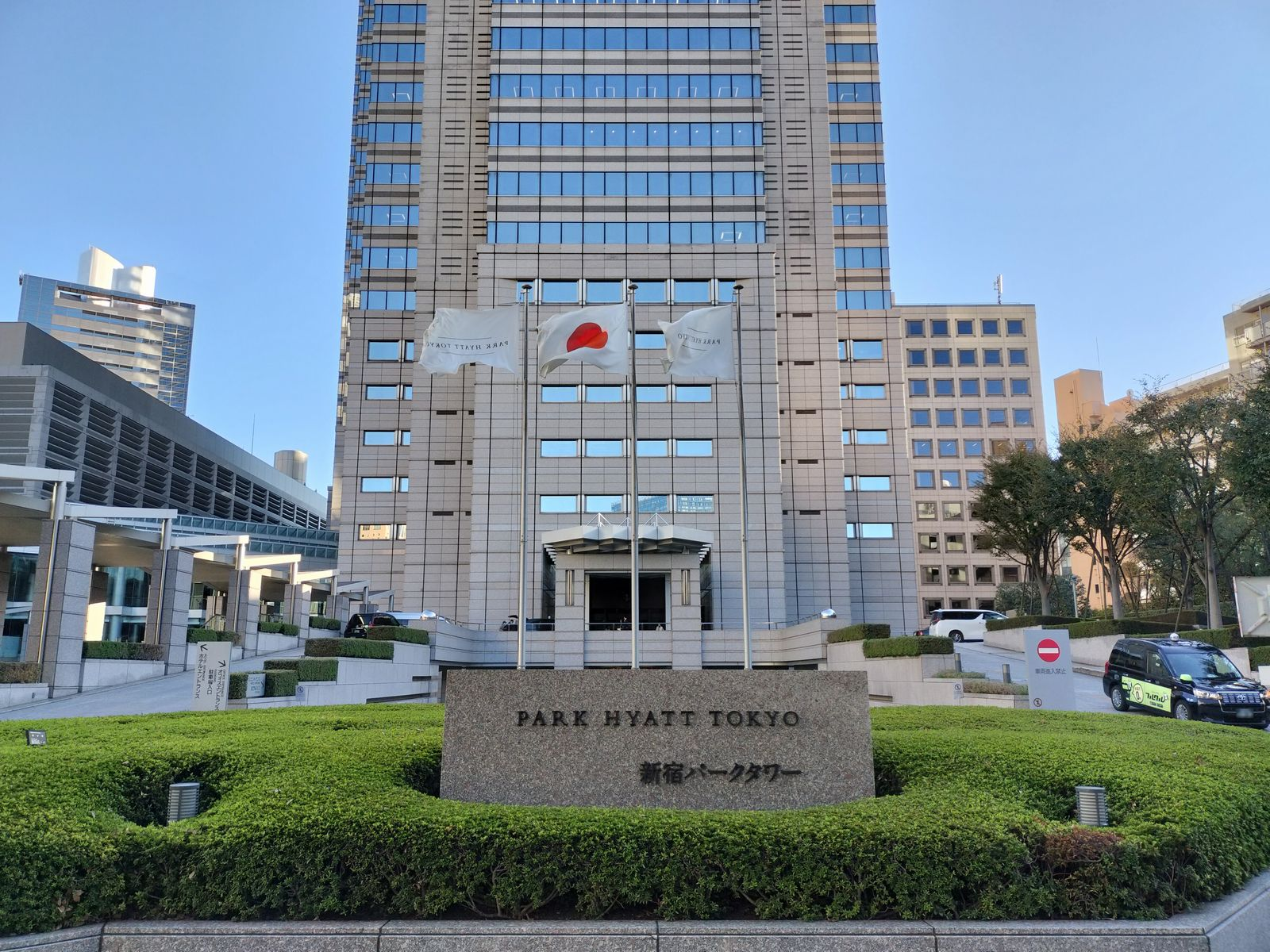
北側にはホテルの正面玄関がある。
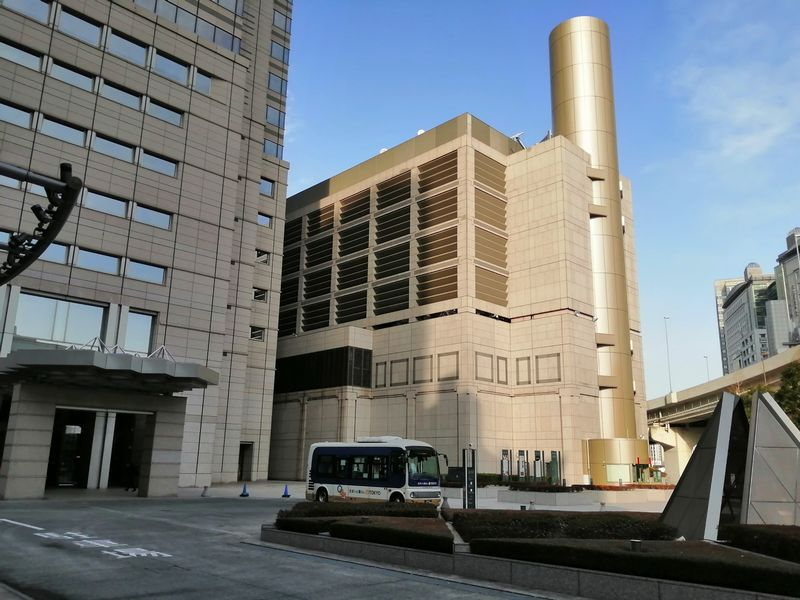
南側。円筒形の構造物の基部に交番。これに連なる窓のない建物が新宿地域冷暖房センター。手前にバス停とシャトルバス。
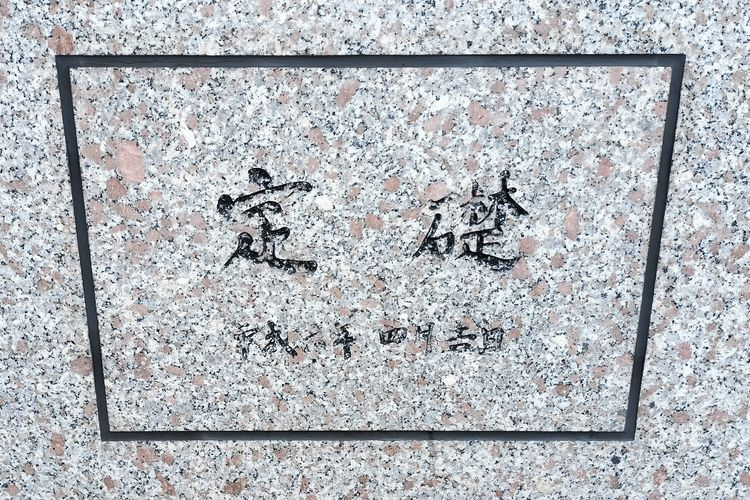
定礎。南側玄関付近にある。「平成六年四月吉日」と記載。
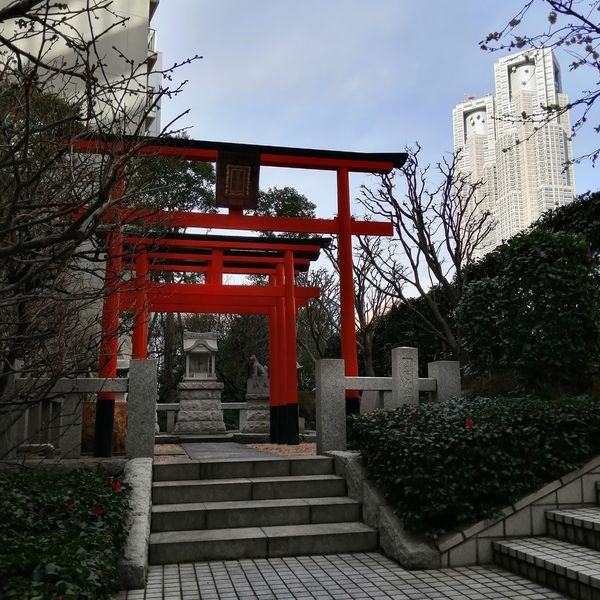
銀世界稲荷神社。敷地の西側にある。右後方は都庁第1庁舎。
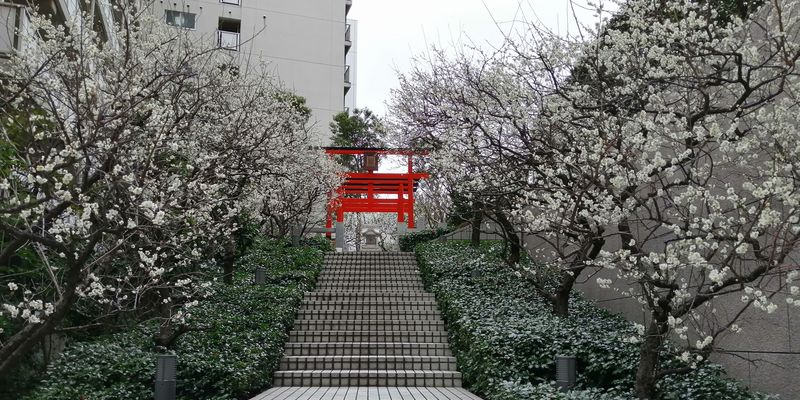
梅が咲いた様子（2023年2月）。
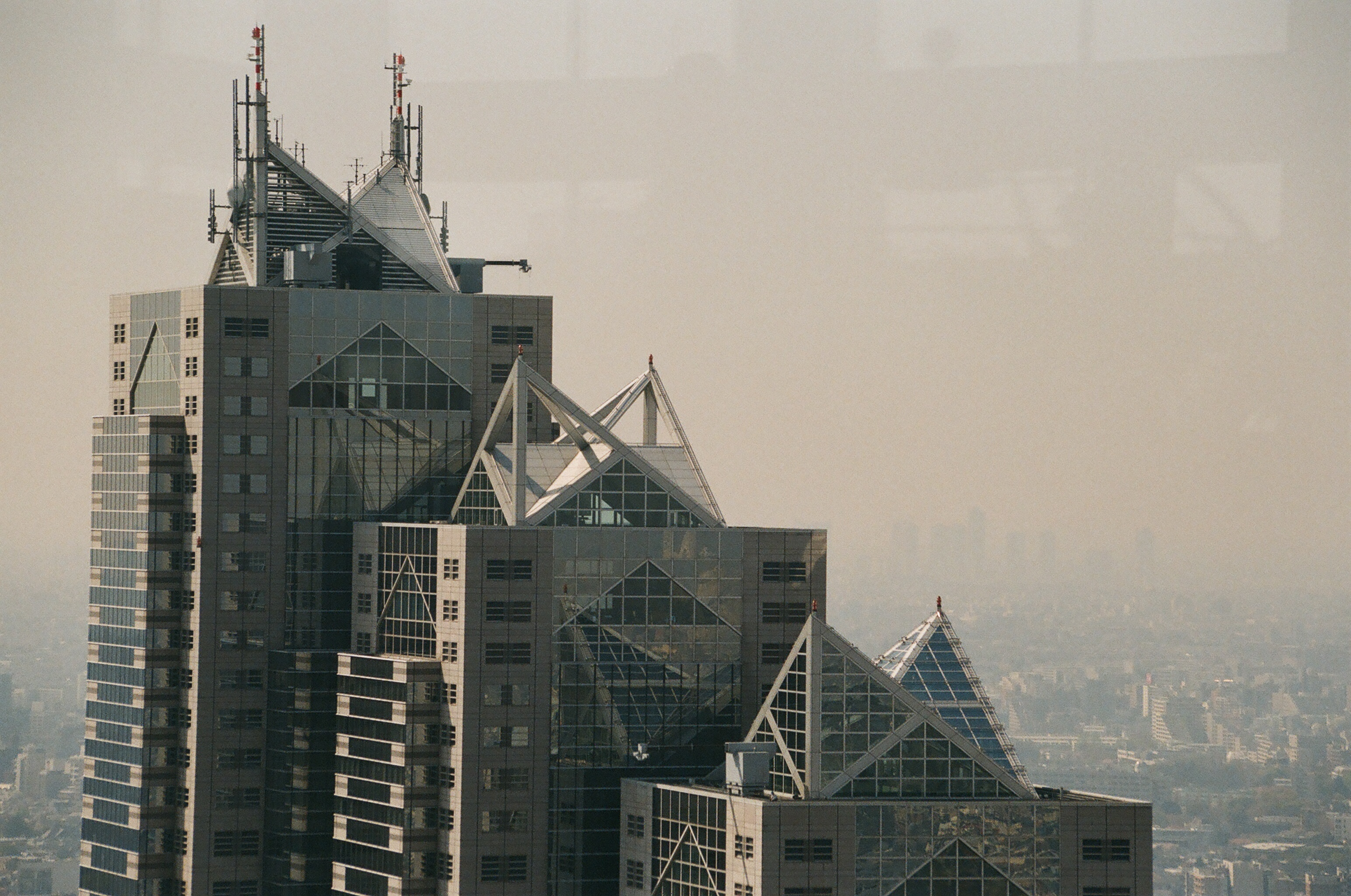
屋上構造物。
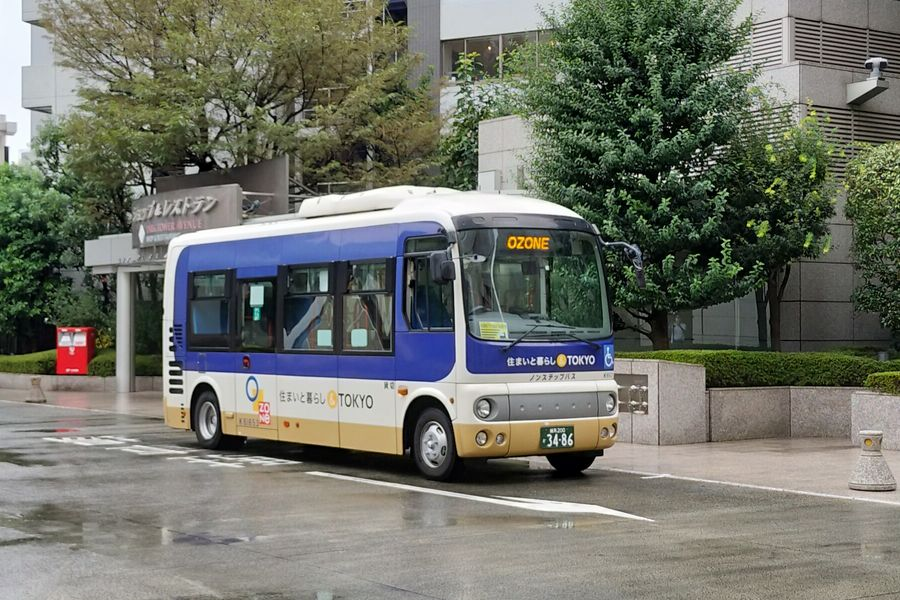
シャトルバス
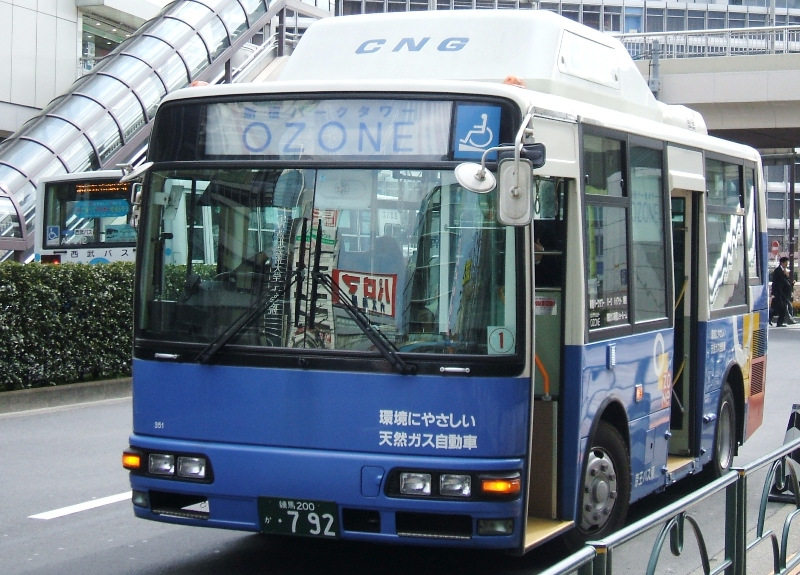
新宿駅西口バス停。車両はかつて使われていたCNG車。

### 注
1. ↑  近隣に位置するホテル小田急運営のハイアットリージェンシー東京とは別。